# Tasen
Die Tasen (Russisch: тазы) sind ein indigenes Volk des russischen Fernen Ostens. Bei der Volkszählung von 2002 registrierten sich 276 Einwohner als Tasen, davon 256 in der Region Primorje. 
Die Ethnie der Tasen entstand im 19. Jahrhundert. Die tasische Sprache ist ein chinesischer Dialekt mit starken lexikalischen Einflüssen aus den Sprachen der Nanai und Udehe. In den 1880er Jahren wurde sie von 1050 Personen gesprochen, gegenwärtig wird sie nur von Angehörigen der älteren Generation beherrscht.